# Mały Polak w Niemczech
Mały Polak w Niemczech – dodatek do organu Związku Polaków w Niemczech, „Polak w Niemczech”, ukazujący się w Niemczech od 1 sierpnia 1925 do 1939. Pismo ukazywało się co miesiąc i było skierowane do dzieci w wieku 7-14 lat. Charakteryzowało się rozbudowanym działem korespondencji z małymi czytelnikami. Adresatem był Wujaszek Franek, w którego postać wcielali się członkowie redakcji gazety. Komentarze "przyjaciela dzieci" przedstawiały problemy najmłodszych mieszkańców Powiśla. Numery "Małego Polaka w Niemczech" zostały zdigitalizowane. Dostępne są w Śląskiej Bibliotece Cyfrowej.